# Tomoyoshi Ikeya
Tomoyoshi Ikeya (池谷 友良 Ikeya Tomoyoshi?, nacido el 17 de junio de 1962 en Shizuoka) es un exfutbolista japonés que se desempeñaba como centrocampista y entrenador.

## Clubes

### Como futbolista
| Club    | País  | Año         |
| ------- | ----- | ----------- |
| Hitachi | Japón | 1985 - 1992 |

### Como entrenador
| Club            | País  | Año         |
| --------------- | ----- | ----------- |
| Kashiwa Reysol  | Japón | 2002        |
| Kashiwa Reysol  | Japón | 2004        |
| Roasso Kumamoto | Japón | 2005 - 2008 |
| Roasso Kumamoto | Japón | 2013        |
| Roasso Kumamoto | Japón | 2017        |